# Алеран (граф Барселони)
Алеран або Адельрам (*Aleran, бл. 800 —852) — граф Труа у 820—852 роках, маркіз Готії, граф Барселони, Ампуріаса і Руссільйона у 849—850 роках (спільно з Ізембартом Отенським).

## Життєпис
Походження достеменно невідомо. За однією з версій він був членом однієї з бічних гілок імператорської династії Каролінгів. Син Вільгельма (Гійом), графа Блуа. Народився близько 800 року. Був прихильником імператора Людовика I Благочестивого.
У 820 році його призначено намісником Нурсії. Того ж року він стає графом Труа. У 834 році втратив батька. У 837 році Алеран брав участь у заснуванні абатства Монтермьо, потім він брав участь у поході короля Карла II Лисого проти військ його суперника Піпіна II, короля Аквітанського.
У 849 році на асамблеї в Нарбонні Алеран разом з Ізембартом Отенським був уповноважений підпорядкувати території, що підтримували Піпіна II і належали Вільгельму Септиманському. При цьому Алеран отримав титул маркіза Готії та графа Барселони.
Успішно провівши кампанію проти графа Вільгельма Септиманского, перемігши його арабського союзника Абд аль-Карім ібн Абд аль-Вахід ібн-Мугіта, Алеран і Ізембарт у 850 році захопили Барселону, Руссільйон і Ампуріас. Алеран і Ізембарт разом правили Барселоною до 852 року, коли під час облоги міста арабами Алеран загинув. Після цього графом Барселонським призначено Одалріка.

## Родина
Дружина — Вільдрута, донька Роберта III, графа Вормса
Діти:
- Алеран (Адельрам) II (д/н-885), граф Лаона
- Вандільмода